# 行徳玉江
行徳 玉江（ぎょうとく ぎょくこう、 文政11年5月（1828年） - 明治34年（1901年）6月22日）は、幕末から明治期の日本の漢詩人・書家・画家・篆刻家である。
名は直貫（直は譲り字）または貫、字を仁卿、号は玉江の他に檜園・九柳十橋逸士。 通称元慎。浪華の人。

## 略伝
行徳家の家祖は桓武平氏の流れを汲む熊谷直英とされ、筑後国にて眼科医を開いた。代々眼科医となり4代目の元亮が大坂に出て開業した。5代目元恭は儒医として名高く浪華に定住した。玉江はその子で行徳家6代目として生まれ英才教育を受けた。10歳にて篠崎小竹に入門し、経学と詩文を学ぶ。その後父は浪華に移り住んでいた広瀬旭荘の詩才を見込み、13歳の玉江を入門させている。同門の藤井藍田・柴秋邨・長三洲らと交友した。医術は京都で今枝夢梅に学んでいる。
14歳頃に鼎金城に就いて南画の指導を受ける。18歳のときには『浪華画家名流』にその名が掲載され画家として認められている。京都にて貫名海屋からも画の教えを受けている。篆刻は呉北渚に就いて学び、画名以上に名を馳せた。叔父に「医業か画業いずれかに専心せよ」と戒めを受けあっさり医を諦め、九州各地を遊歴し長崎では祖門鉄翁に画法を受けた。その後も旅を続け越前・伊予・伊勢などに赴いている。新婚間も無い安政元年には出雲に遊び、3年間も滞在している。
南画の将来を憂い明治18年に大坂に画学校の創設を企て府知事に提案。玉江館として設立される。
享年74。法名は、南宗院画禅直逸居士。墓碑銘は藤沢南岳が撰した。当初、大阪市福島区の妙徳寺に葬られたが後に枚岡市額田に移葬された。
印譜に『風人余藝』、詩集に『停雲吟草』、画譜『玉江画譜』がある。